# Cuyoaco
Cuyoaco es una localidad del estado mexicano de Puebla. Es cabecera del municipio de Cuyoaco.

## Demografía
| Censo | Población |
| ----- | --------- |
| 1900  | 1760      |
| 1910  | 754       |
| 1921  | 776       |
| 1930  | 1000      |
| 1940  | 737       |
| 1950  | 993       |
| 1960  | 944       |
| 1970  | 978       |
| 1980  | 1055      |
| 1990  | 1372      |
| 1995  | 1537      |
| 2000  | 1698      |
| 2005  | 1812      |
| 2010  | 1903      |
| 2020  | 1906      |